# 霍克斯溫泉 (亞利桑那州)
胡克斯溫泉（英語：Hookers Hot Springs）是位於美國亞利桑那州科奇斯縣的一個非建制地區。該地的面積和人口皆未知。

## 地理
胡克斯溫泉的座標為32°20′19″N 110°14′22″W / 32.33861°N 110.23944°W，而該地的平均海拔高度為1238米（即4062英尺）。